# Entosthodon schimperi
Entosthodon schimperi là một loài Rêu trong họ Funariaceae. Loài này được Brugués mô tả khoa học đầu tiên năm 2001.